# Strzelcy piesi

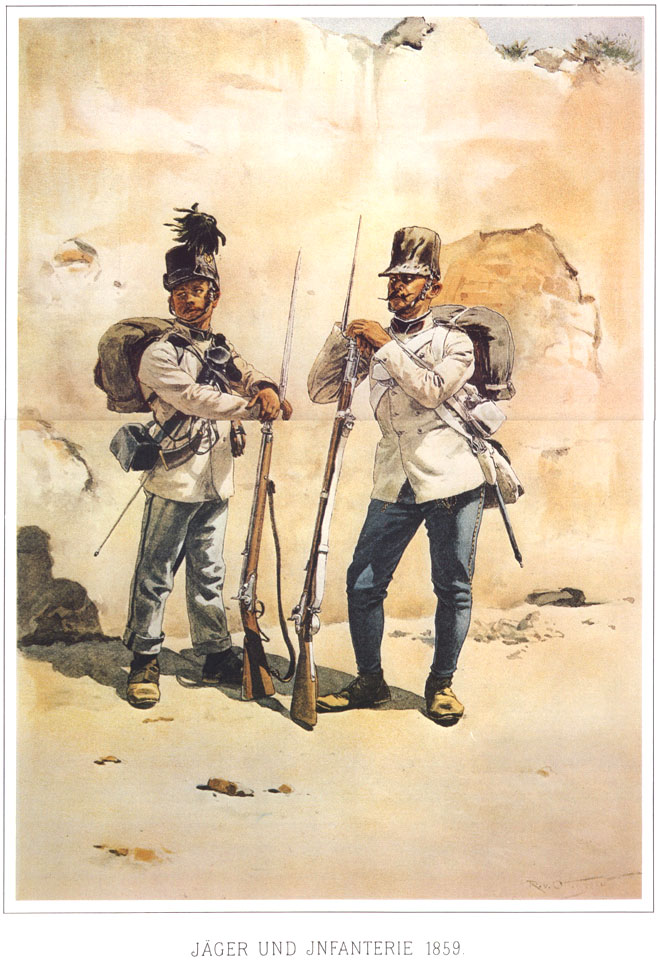
Austriacki jegier (po lewej) obok żołnierza piechoty liniowej (po prawej), 1859

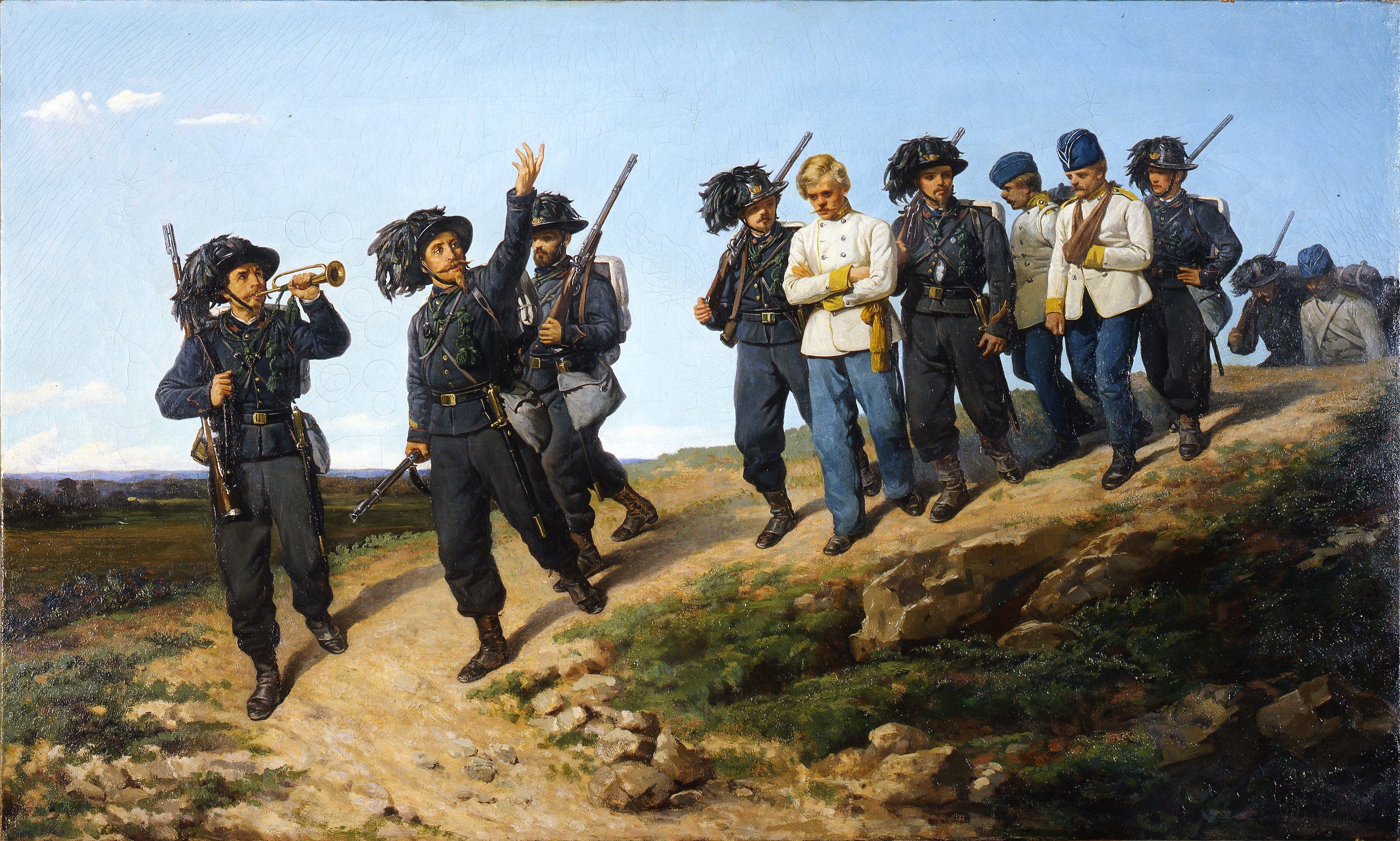
Włoscy bersalierzy, 1861

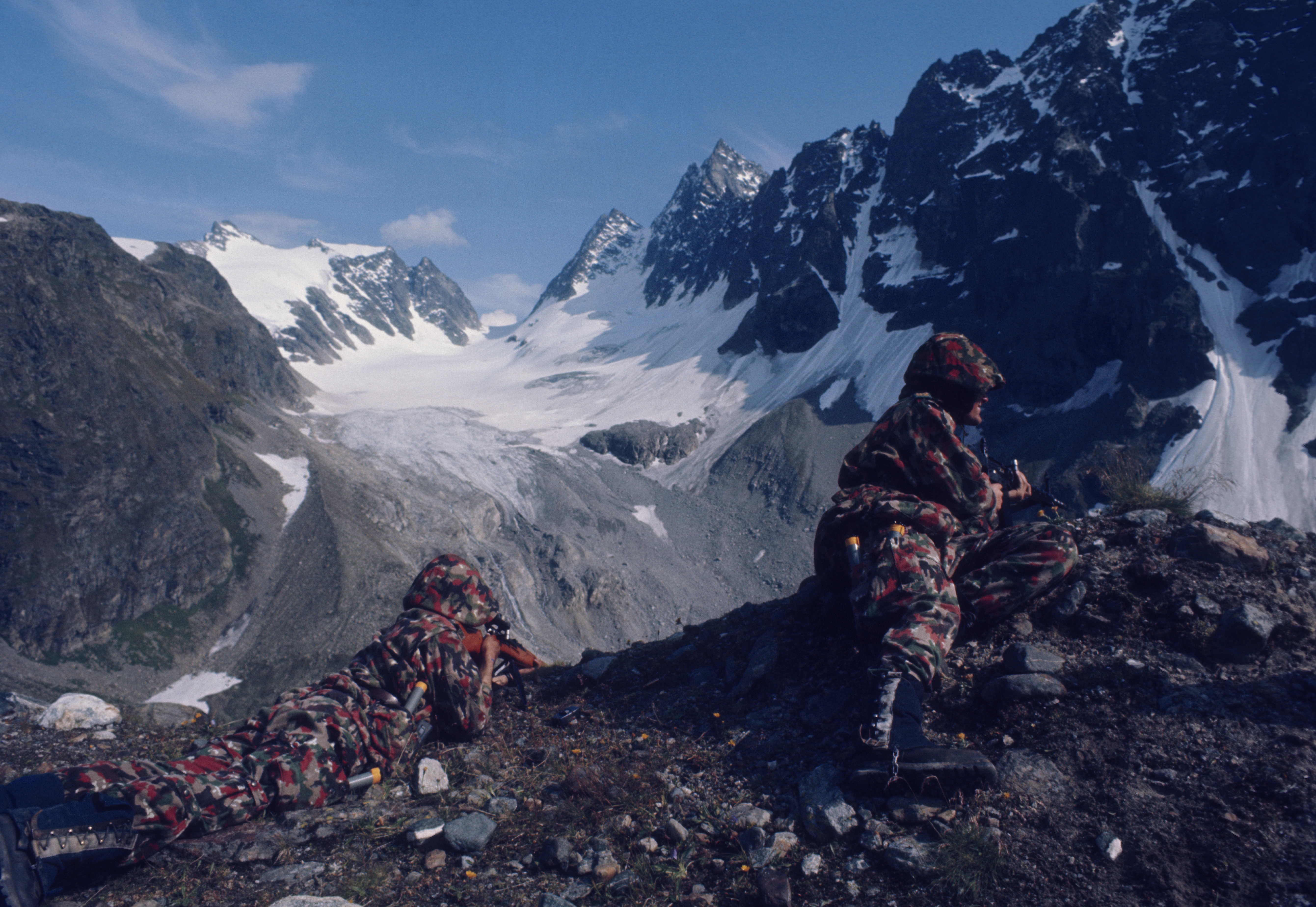
Niemieccy strzelcy alpejscy, 1966

Strzelcy piesi – formacje lekkiej piechoty uzbrojone w lekkie karabiny złożone głównie ze strzelców wyborowych wykonujących zadania pomocnicze, osłonowe i rozpoznawcze. W przeszłości oddziały strzelców pieszych rekrutowano z ludzi na co dzień obeznanych z bronią palną (myśliwi, leśnicy). Niekiedy tego rodzaju formacje powstawały z doraźnie formowanych partii powstańczych czy partyzanckich. 
Często pewną aluzją w umundurowaniu tego typu formacji było wykorzystywanie barw zielonych (w czasach gry stosowano mundury barwne), oraz niektórych elementów oporządzenia myśliwskich/leśników nawiązując w ten sposób do środowiska z którego zazwyczaj rekrutowani byli żołnierze. Kolejnym nawiązaniem były również nazwy tych formacji w różnych językach, jak np. fr. chasseurs – szaserzy, 'łowcy, myśliwi' czy niem. Jäger – 'myśliwy'.

## Przykłady
Za przykład formacji zaliczanych do strzelców pieszych mogą posłużyć:
- Bersalierzy we Włoszech
- Jegrzy w Austrii, Prusach, Rosji
- Royal Green Jackets(inne języki) w Wielkiej Brytanii
- Szaserzy i woltyżerowie we Francji
- Strzelcy alpejscy – oddziały piechoty górskiej w krajach alpejskich
- Strzelcy celni w Polsce